# Mother’s Cake
Mother’s Cake ist eine österreichische Progressive-Rock-Band.

## Geschichte
Erste Erfolge feierten Yves Krismer und Benedikt Trenkwalder mit ihrer Band Brainwashed. 2005 erspielten sie den zweiten Platz beim Austrian Band Contest. Es wurden zwei Alben veröffentlicht und sie spielten unter anderem als Vorgruppe für Velvet Revolver, Tito & Tarantula und Le Tigre.
Im November 2008 formierten sich Yves Krismer (Gitarre, Gesang), Benedikt Trenkwalder (Bass) und Jan Haußels (Schlagzeug) zur Band Mother's Cake. Es folgten zahlreiche kleinere Auftritte im Tiroler Oberland und der Landeshauptstadt Innsbruck.
Im Sommer 2009 bewarben sich Mother’s Cake für ihren ersten großen Band-Contest mit ca. 300 teilnehmenden Bands – dem International Live Award feat. Austrian Band Contest 2010. Beide Vorrunden für Tirol und Vorarlberg konnte die Band als Jurysieger für sich entscheiden. Im Finale mussten sie sich trotz Jury-Sieg mit dem dritten Platz zufriedengeben. Anfang 2010 starteten sie beim Local Heroes Austria 2010 Band-Contest. Auch hier konnten sie die Vorrunde, Zwischenrunde und das Westfinale jeweils als Jury-Sieger für sich entscheiden. Am 29. Mai 2010 gewannen sie das Finale in der Arena Wien. Sie wurden als beste Band ausgezeichnet und jedes Bandmitglied unabhängig davon als bester Sänger, bester Bassist und bester Schlagzeuger des Wettbewerbs. Am 26. November 2010 nahmen sie beim ersten Europafinale des Local Heroes Band Contest in Pécs/Ungarn teil und erreichen den zweiten Platz.
Am 18. August 2010 waren sie auf gotv im Zuge von hosted by Mother’s Cake zu sehen. Neben elf anderen Liedern wurde dabei ihr Musikvideo zu Realitricked Me erstmals öffentlich präsentiert. Die dazugehörige EP wurde am 1. September veröffentlicht. Es folgten Auftritte in Wiener Locations (Szene Wien, Gasometer, Arena Wien) und Berichte in der XPress und lokalen Zeitungen.
Am 26. Oktober 2012 erschien ihr Debütalbum Creation’s Finest (GAB Music), das sich thematisch mit dem absurden und selbstzerstörerischen Wahn der Menschheit auseinandersetzt und musikalisch einen nahezu allumfassenden Bogen an Zitaten aus der Rock- und Popgeschichte spannt. Die erste Singleauskopplung erfolgt am 17. August 2012 mit dem Lied Soul Prison (feat. Ikey Owens, Ex-Keyboarder bei The Mars Volta, jetzt bei Jack White), das schnell zum YouTube-Hit mit mehr als 230.000 Views avancierte. Zudem steuerten Mother’s Cake einige Titel zum Soundtrack von Henning Backhaus’ Film Local Heroes bei, der am 7. Januar 2013 im Gartenbaukino in Wien Premiere feierte.
Im Januar 2013 gewann die Band den „Austrian Newcomer Award 2013“, der ihnen am 1. März 2013 in Linz verliehen wurde.
Allein 2013 spielte Mother’s Cake mehr als 50 Shows in ganz Mitteleuropa und unterstützte dabei Acts wie die Omar Rodriguez Lopez Group, die Deftones und Iggy Pop and the Stooges.
Am 24. Januar 2014 spielte Mother’s Cake als erste Live-Band im Veranstaltungsiglu Cloud 9 auf der Seegrube hoch über Innsbruck.
Im Februar 2014 startete die Gruppe ihre erste internationale Tour, die 12 Auftritte in Australien umfasste und sie als Headliner durch die dortige Club- und Festivalszene führte. Zeitgleich veröffentlichten sie ihr Album Creation’s Finest (Inaway Records / GAB Music) in Australien.
Das Debütalbum Creation’s Finest erschien am 4. April 2014 auch in Deutschland und rief dort ebenso positive Resonanzen hervor.
Mit Hilfe einer erfolgreichen Crowdfunding-Aktion gewann Mother’s Cake im Frühjahr/Sommer 2014 die finanziellen Mittel für das Video-Projekt „Mother’ Cake: Off the Beaten Track“. Hierbei wurde ein ganzes Live-Konzert im mittlerweile abgerissenen Innsbrucker Kulturcafé Propolis aufgezeichnet und via YouTube der Öffentlichkeit zugänglich gemacht.
Im Herbst 2014 förderte Mother’s Cake die britische Progressive-Metal-Band Anathema auf ihrer „Distant Satellites Tour“, die in 56 Tagen und mit 42 Shows durch 20 Länder führte und dokumentierten ihre Erlebnisse auf ihren YouTube Channel.
Am 5. Juni 2015 veröffentlichte das Trio seine zweite LP Love the Filth (Panta R&E) in Deutschland, Österreich und der Schweiz und bewarb dieses mit einer Tour durch ebendiese Länder.
Im August 2015 spielte Mother’s Cake als Vorband bei vier Auftritten der US-Band Limp Bizkit in Deutschland und Großbritannien.
Im November 2016 gab die Band bekannt, im Jänner 2017 das dritte Album No Rhyme No Reason zu veröffentlichen.
Am 18. September 2020 erschien das Album „Cyberfunk“.
Im Oktober 2021 spielten Mother's Cake beim Crossroads Festival. Ein Mitschnitt ihres Live-Auftritts wurde im Rockpalast (WDR) gezeigt.

## Stil
Die Musik der Band lässt Einflüsse von Gruppen wie The Mars Volta, Porcupine Tree, Red Hot Chili Peppers oder Bootsy Collins erkennen und manifestiert sich in einem Sound aus Funk, Hard Rock und progressiven, psychedelischen Teilen.

## Diskografie

### Alben
- 2012: Creation’s Finest (Reviews: laut.de, musicaustria.at, frock-and-roll.com, unimag.at)
- 2015: Love the Filth (Reviews: Music Austria, The Cult Share)
- 2017: No Rhyme No Reason
- 2018: Live at Bergisel
- 2020: Cyberfunk!
- 2024: Ultrabliss

### EPs
- 2010: Mother’s Cake

### Singles
- 2010: Realitricked Me
- 2012: Soul Prison
- 2015: Gojira
- 2016: The Killer
- 2017: Black Roses
- 2020: Toxic Brother

### Videoalben
- 2014: Mother’s Cake: Off the Beaten Track
- 2018: Live at Bergisel
- 2021: Studio Live Session at the Little Big Beat Studios